# Lingua tashelhit
La lingua tashelhit (ⵜⴰⵛⵍⵃⵉⵜ, tacelḥit; in arabo شلحة‎?, shilha; in francese tachelhit; in uso anche le denominazioni chleuh e shilh) è una lingua berbera parlata in Marocco.

## Distribuzione geografica
Il tashelhit è la varietà di berbero parlata nelle regioni meridionali del Marocco (lungo la costa atlantica a partire dalla zona di Agadir; la pianura del Sous, la valle del Draa, Alto e Medio Atlante). È la lingua degli chleuh (o shilh); a volte viene denominata anche tasusit, cioè "lingua del Sous", ma ciò non è corretto in quanto essa è parlata in molte altre regioni oltre al Sous.
È una delle tre grandi lingue berbere del Marocco, insieme al tamazight del Marocco centrale e al tarifit al nord del paese. Non è facile determinare il confine tra le parlate di tipo tashelhit e quelle tamazight, che con esse confinano a nordest: il trapasso da una varietà dialettale all'altra è graduale, e nella zona di contatto vi sono dei parlari che sono difficilmente classificabili come appartenenti all'uno o all'altro tipo. Un criterio empirico è quello dell'area di estensione dei cantori itineranti (rrwayes): essi infatti, che si esprimono in una sorta di koinè (lingua comune), si spingono solo fino a dove possono essere compresi.
Il tashelhit è considerata la lingua berbera col maggior numero di parlanti in assoluto, valutato tra i 6 e gli 8 milioni.
Secondo Ethnologue, al censimento 2004 del Marocco risultava parlata da 3.890.000 persone.

## Classificazione
Secondo Ethnologue,, la classificazione della lingua tashelhit è la seguente:
- Lingue afro-asiatiche
  - Lingue berbere
    - Lingue berbere settentrionali
      - Lingue dell'Atlante
        - Lingua tashelhit

## Storia
La lingua tashelthit è dotata di una ricca letteratura, non solo orale ma anche scritta, risalente fino al XV secolo. Il suo esponente più noto è Muhammad Awzal (ca. 1670-1749).

## Fonologia

### Vocali
La tashelhit possiede solo tre fonemi vocalici: /i/ /a/ /u/. Lo scevà ([ə]) che viene talora prodotto in contesti consonantici (per esempio inbgi = [inəbɡi] 'ospite', tigmmi = [tiɡəmmi] 'casa') non ha statuto di fonema. Un tipo di trascrizione un tempo piuttosto diffuso in ambito francofono tendeva ad esprimere con una certa abbondanza questo suono mediante il grafema <e>, mentre le grafie più recenti tendono a non trascriverlo affatto (confortate anche da analisi strumentali, che spesso non rilevano alcun suono vocalico là dove un ascoltatore "sentiva" uno scevà), col risultato di osservare parole del tutto prive di vocali (come Mḥmmd per il nome proprio Mohammed).
La realizzazione fonetica delle vocali è piuttosto diversificata, e in particolare la presenza di consonanti "enfatiche" produce variazioni della pronuncia, sensibili soprattutto nel caso di /a/, che di norma è leggermente anteriore ([æ]) ma passa a una realizzazione centrale/posteriore in prossimità di enfatiche. Le altre vocali, invece, in contesto enfatico tendono ad aprirsi. Si veda ad esempio aẓru = [azˤrˤʊ] 'pietra' vs. amud = [æmud] 'seme'.

### Consonanti
La tashelhit possiede trentatré fonemi consonantici. Come in tutte le altre varietà di berbero (nonché in arabo e nelle lingue semitiche) le dentali presentano una serie normale ed una faringalizzata (le cosiddette "enfatiche"). Vi è anche una categoria di consonante labializzate. La geminazione è distintiva.
Nell'ortografia in caratteri latini, le enfatiche vengono scritte con un punto sotto la lettera. Inoltre, /χ/ è scritto <x>, /ʁ/ è scritto <ɣ>, e /j/ è scritto <y>.
|               |               | Labiali | Dentali | Dentali | Postalveolari/ Palatali | Velari | Velari | Uvulari | Uvulari | Farin- gali | Glottali |
| norm.         | faring.       | Labiali | norm.   | lab.    | Postalveolari/ Palatali | norm.  | lab.   |         |         | Farin- gali | Glottali |
| ------------- | ------------- | ------- | ------- | ------- | ----------------------- | ------ | ------ | ------- | ------- | ----------- | -------- |
| Nasali        | Nasali        | m       | n       |         |                         |        |        |         |         |             |          |
| Occlusive     | sorde         |         | t       | tˤ      |                         | k      | kʷ     | q       | qʷ      |             |          |
| Occlusive     | sonore        | b       | d       | dˤ      |                         | ɡ      | ɡʷ     |         |         |             |          |
| Fricative     | sorde         | f       | s       | sˤ      | ʃ                       |        |        | χ       | χʷ      | ħ           | h        |
| Fricative     | sonore        |         | z       | zˤ      | ʒ                       |        |        | ʁ       | ʁʷ      | ʕ           |          |
| Approssimanti | Approssimanti |         | l       | lˤ      | j                       |        | w      |         |         |             |          |
| vibranti      | vibranti      |         | r       | rˤ      |                         |        |        |         |         |             |          |

## Grammatica

### Pronomi
I pronomi personali della tashelhit distinguono il maschile e il femminile nelle seconde e terze persone (anche nella prima persona plurale, ma solo nel pronome autonomo). A seconda del contesto, vi sono diverse serie di pronomi. Nella tabella che segue vengono riportati i paradigmi delle sei serie più comuni. La prima colonna contiene i pronomi "autonomi" o "indipendenti", la seconda e la terza i pronomi che vengono affissi ai verbi per indicare rispettivamente il complemento diretto ("complemento oggetto") e quello indiretto. Le due serie successive riportano i pronomi che vengono affissi ai nomi per esprimere il "possesso" ("complemento di specificazione"): la prima è quella in uso solo con alcuni specifici termini (perlopiù nomi di parentela, per esempio baba-k 'tuo (m) padre', baba-tnɣ 'nostro padre', ma anche locuzioni preposizionali come ɣ-eddaw-s 'al di sotto di esso', lett. "nel-sotto-di lui"), e la seconda è in uso con gli altri nomi (in pratica, essa contiene anche una realizzazione della preposizione n 'di': tigmmi-nn-k [təɡəmːinːək] 'la tua (f) casa', lett. "casa-di-te", aydi-nn-sn [æjdinːəsən] 'il loro (m) cane', lett. "cane-di-essi"). Infine, nell'ultima colonna, vi sono i pronomi nella forma che assumono dopo le preposizioni.
| | Pronome autonomo | Oggetto diretto | Complemento indiretto | Possessivo 1 | Possessivo 2 | Con preposizioni |
| 1s | nkki(n)          | yyi             | yyi                   | -ø           | inu/inw      | -i               |
| 2sm | kiyyi(n)         | k               | ak                    | -k           | nnk          | -k               |
| 2sf | kmmi(n)          | km              | am                    | -m           | nnm          | -m               |
| 3sm | ntta(n)          | t               | as                    | -s           | nns          | -s               |
| 3sf | nttat            | t               | as                    | -s           | nns          | -s               |
| 1pm | nkkʷni           | anɣ             | anɣ                   | -t-nɣ        | nnɣ          | -nɣ              |
| 1pf | nkkʷnti          | anɣ             | anɣ                   | -t-nɣ        | nnɣ          | -nɣ              |
| 2pm | kʷnni            | kʷn             | awn                   | -t-un        | nnun         | -un              |
| 2pf | kʷnnimti         | kʷnt            | awnt                  | -t-unt       | nnunt        | -unt             |
| 3pm | nttni            | tn              | asn                   | -t-sn        | nnsn         | -sn              |
| 3pf | nttnti           | tnt             | asnt                  | -t-snt       | nnsnt        | -snt             |
| s = singolare, p = plurale, m = maschile, f = femminile, ø = morfema zero (assenza di morfema). Le maiuscole contraddistinguono le consonanti "tese" (corrispondono alla lettera raddoppiata di altri autori). |                  |                 |                       |              |              |                  |

## Vocabolario
Come tutte le lingue berbere, la tachelhit ha assorbito un gran numero di prestiti arabi, soprattutto nell'ambito del lessico religioso. Ad ogni modo, lasciando da parte la tamashek che è la meno arabizzata in assoluto, tra le varietà del nord la tachelhit è quella che ne presenta di meno: in un'indagine su di un campione rappresentativo di lessico è stato rilevato il 25% di prestiti, contro il 38% del cabilo.
Inoltre, la tachelhit è una delle poche varietà di berbero che abbia preservato al completo l'antica numerazione berbera dall'1 al 10, che altrove è stata in tutto o in parte sostituita dai numerali arabi.
| numerale |  | maschile | femminile |
| 1        |  | yan      | yat       |
| 2        |  | sin      | snat      |
| 3        |  | kraḍ     | kraḍt     |
| 4        |  | kkuẓ     | kkuẓt     |
| 5        |  | smmus    | smmust    |
| 6        |  | sḍis     | sḍist     |
| 7        |  | sa       | sat       |
| 8        |  | tam      | tamt      |
| 9        |  | tẓa      | tẓat      |
| 10       |  | mraw     | mrawt     |

## Sistema di scrittura
Per la scrittura vengono impiegati l'alfabeto arabo, l'alfabeto berbero latino e il tifinagh.

### Grammatiche
- Robert Aspinion: Apprenons le berbère: initiation aux dialectes chleuhs. Rabat 1952.
- Abdallah Boumalk, Manuel de conjugaison du tachelhit (langue berbère du Maroc), Paris, L'Harmattan, 2003 - ISBN 2-7475-5527-5
- Abdallah El Mountassir, Initiation au Tachelhit, langue berbère du sud du Maroc. "Ra nsawal tachelhit", Paris, L'Asiathèque, 1999 - ISBN 2-911053-53-2
- Hans Stumme, Handbuch des Schilhischen von Tazerwalt. Grammatik, Lesestücke, Gespräche, Glossar, Leipzig, Hinrichs, 1899.

### Dizionari
- Abdellah Bounfour & Abdallah Boumalk, Vocabulaire usuel du tachelhit, Éditions Centre Tarik Ibn Ziyad, Rabat.
- Edmond Destaing, Étude sur la tachelḥît du Sous. I- Vocabulaire français-berbère, Paris, Imprimerie Nationale, 1920
- Abdallah El Mountassir, Dictionnaire des verbes tachelhit-français (parler berbère du sud du Maroc), Paris, L'Harmattan, 2003 - ISBN 2-7475-3577-0
- Antoine Jordan, Dictionnaire berbère-français (dialectes tašelhait), Rabat, Omnia, 1934.
- Michel Quitout, Grammaire berbère (rifain, tamazight, chleuh, kabyle), Paris, L'Harmattan, 2007 - ISBN 2-7384-6004-6

### Letteratura
- Paulette Galand-Pernet, Littératures berbères, des voix, des lettres, Paris, Presses Universitaires de France - PUF, 1998 - ISBN 2-13-049518-4
- Paulette Galand-Pernet, Recueil de poèmes chleuhs. I- Chants de trouveurs, Paris, Klincksieck, 1972 - ISBN 2-252-01415-6.
- Hans Stumme, Dichtkunst und Gedichte der Schluh, Leipzig, Hinrichs, 1895
- Nico Van den Boogert, The Berber Literary Tradition of the Sous, with an edition and translation of ‘The Ocean of Tears' by Muhammad Awzal (d. 1749), Leiden, Nederlands Instituut voor het Nabije Oosten (Sticht de Goeje, 27), 1997.

### Testi
- Edmond Destaing, Textes berbères en parler des Chleuḥs du Sous (Maroc), Paris, Geuthner, 1940.
- Harry Stroomer, An anthology of Tashelhiyt Berber folktales (South Morocco), Köln, Köppe, 2001 (Berber studies 2) - ISBN 3-89645-381-5
- Harry Stroomer, Tashelhiyt Berber folktales from Tazerwalt (South Morocco) : a linguistic reanalysis of Hans Stumme's Tazerwalt texts with an English translation, Köln, Köppe, 2002 (Berber studies 4) - ISBN 3-89645-383-1 (riedizione di: Hans Stumme, Märchen der Schluh von Tazerwalt, Lepzig, Hinrichs, 1895)
- Harry Stroomer, Tashelhiyt Berber texts from the Ayt Brayyim, Lakhsas and Guedmioua region (South Morocco) : a linguistic reanalysis of Récits, contes et légendes berbères en Tachelhiyt by Arsène Roux with an English translation, Köln, Köppe, 2003 (Berber studies 5) - ISBN 3-89645-384-X
- Harry Stroomer, Tashelhiyt Berber texts from Ida u Tanan (South Morocco), Köln, Köppe, 2004 (Berber studies 9) - ISBN 3-89645-388-2